# Медитеранске игре 1951.
Одлука о организовању Медитеранских игара донета је за време Летњих олимпијских игара 1948. Иницијатор за одржавање овог такмичења био је Мухамед Тахер-паша, председник Египатског олимпијског комитета. Договорено је да се прве Медитеранске игре одрже 1951. године у Александрији, једном од највећих градова Египта, у част Мухамеду Тахер-паши, човеку који је дао идеју о овом такмичењу.
Игре су одржане од 5. до 20. октобра 1951. На стадиону на стадиону Фуад I отворене су Прве медитеранске игре са око 1.500 учесника од чега 734 спортиста (само у мушкој конкуренцији), из 10 земаља, који су се такмичили у 13 спортова,
Капитен египатске мачевалачке репрезентације Махмуд-бег Јунес положио је заклетву у име спортиста, учеснике је поздравио Тахер-паша, а египатски краљ Гарук И објавио је да су Медитеранске игре по први пут отворене.

## Земље учеснице
- Египат — 234
- Шпанија — 36
- Француска — 42
- Грчка — 129
- Италија — 99
- Либан — 48
- Малта — 3
- Сирија — 65
- Турска — 52
- Југославија — 17

Укупно учесника 734

## Спортови
| - Атлетика (детаљи) - Бокс (детаљи) - Ватерполо (детаљи) - Веслање (детаљи) - Дизање тегова (детаљи) - Кошарка (детаљи) - Мачевање (детаљи) | - Пливање (детаљи) - Скокови у воду (детаљи) - Спортска гимнастика (детаљи) - Стрељаштво (детаљи) - Рвање ((детаљи)) - Фудбал (детаљи) |

## Биланс медаља
Рангирање се врши према броју златних медаља. Уколико две земље имају исти број златних медаља гледа се број сребрних, а потом број бронзаних медаља. Ако и после тога земље имају исти резултат оне заузимају исто место, а ређају се по абецедном реду. Овај систем користи МОК и ИААФ.
| Место  | Држава      |    |    |    | Укупно |
| 1.     | Италија     | 28 | 22 | 12 | 62     |
| 2.     | Француска   | 26 | 13 | 5  | 44     |
| 3.     | Египат      | 20 | 26 | 19 | 65     |
| 4.     | Турска      | 10 | 3  | 7  | 20     |
| 5.     | Грчка       | 4  | 9  | 8  | 21     |
| 6.     | Југославија | 3  | 5  | 7  | 15     |
| 7.     | Шпанија     | 1  | 4  | 4  | 9      |
| 8.     | Либан       | 0  | 5  | 14 | 19     |
| 9.     | Сирија      | 0  | 3  | 10 | 13     |
| Укупно | Укупно      | 92 | 90 | 86 | 268    |

Од 10 земаља учесница једино Малта није освојила ниједну медаљу.